# Achromatopsie
Achromatopsie is een zeer zeldzame aangeboren oogaandoening die voorkomt bij 1 op 40 000 mensen. Letterlijk betekent het geen kleuren kunnen zien. Achromatopsie is 'volledige kleurenblindheid'. In Nederland zijn slechts enkele tientallen mensen met de diagnose voor deze aandoening.

## Staafjes en kegeltjes

Schema van het netvlies: staafjes, kegeltjes en zenuwcellen

Schematische weergave van een kegeltje.

Het menselijk oog heeft twee soorten zintuigcellen. Dicht op elkaar, vooral in de gele vlek (waarmee gericht gekeken wordt), zijn er drie soorten kegeltjes, gevoelig voor verschillende kleuren, waarmee het oog kleuren onderscheidt. Meer verspreid, tot aan de rand van het netvlies, bevinden zich de staafjes, die veel gevoeliger voor licht zijn dan kegeltjes. Doordat ze minder dicht op elkaar staan en in de gele vlek ontbreken, zijn mensen die staafjes missen nachtblind en hebben een beperkt gezichtsveld.
Men onderscheidt staafjesdystrofie (retinitis pigmentosa); staafjes-kegeltjesdystrofie, en kegeltjesdsystrofie. We spreken van dystrofie wanneer deze zintuigcellen door een bijzondere ziekte langzamerhand verdwijnen.
Achromatopsie is een bijzonder geval, omdat de zintuigcellen (de kegeltjes) al bij de geboorte onwerkzaam zijn en dat ook tijdens het leven niet meer verandert. We spreken dan van kegeltjesdysfunctie.

## Klachten van achromatopsie
Iemand die aan achromatopsie lijdt (ook wel een 'achromaat'), ziet de wereld in grijstinten. Dat is niet het belangrijkste symptoom. Mensen die aan deze kwaal lijden hebben in het algemeen ook een lage gezichtsscherpte (ongeveer 10% van normaal) en zijn uiterst lichtgevoelig. Zonder getinte contactlenzen, vaak gecombineerd met een donkere bril, is het zonlicht verblindend voor hen (fotofobie). Een ander symptoom voor deze aandoening is nystagmus, de ogen maken voortdurend pendelende bewegingen, maar dit komt niet bij iedereen voor. Ook is het verlies van stereozicht geconstateerd bij een aantal patiënten. Meestal ervaren mensen met achromatopsie in het dagelijks leven weinig hinder van het gemis van kleurenzien. De slechte gezichtsscherpte en fotofobie veroorzaken veel meer problemen. 
Ondanks deze problemen kunnen mensen met achromatopsie, gebruikmakend van hulpmiddelen net als andere slechtzienden een zelfstandig en volwaardig leven leiden.

## Vormen
- Bij achromatopsie type 2 en 3 werken de kegeltjes niet, maar het netvlies ziet er normaal uit. Meerdere genen kunnen dit veroorzaken: CNGA3, CNGB3, GNAT2. Deze genen zijn belangrijk om de kegeltjes te laten functioneren.
- Bij cone-rod-dystrofie (OMIM 304020) gaan de kegeltjes gedurende het leven verloren. Het netvlies raakt hierbij beschadigd. De achromatopsie is hierbij niet volledig.

## Trivia
De schrijvende neuroloog Oliver Sacks geeft in zijn boek Het eiland van de kleurenblinden (1997) een beschrijving van een reis naar het eiland Pingelap (bij Pohnpei, deelstaat van Micronesia), waar achromatopsie type 3 veel voorkomt.